# Angella Taylor-Issajenko
Angella Taylor, po mężu Issajenko (ur. 28 września 1958 w Saint Andrew na Jamajce) – kanadyjska lekkoatletka specjalizująca się w biegach sprinterskich, dwukrotna uczestniczka letnich igrzysk olimpijskich (Los Angeles 1984, Seul 1988), srebrna medalistka olimpijska z Los Angeles w biegu sztafetowym 4 × 100 metrów.
Za swoje osiągnięcia, w 1985 r. odznaczona została Orderem Kanady III klasy.

## Sukcesy sportowe
- osiemnastokrotna mistrzyni Kanady: dziesięciokrotnie w biegu na 100 metrów (1979, 1980, 1981, 1982, 1983, 1984, 1986, 1987, 1988, 1992) oraz ośmiokrotnie w biegu na 200 metrów (1979, 1980, 1981, 1982, 1983, 1984, 1986, 1987)[2]

| Rok  | Miasto      | Zawody                     | Konkurencja                                                       | Wynik                                   |
| ---- | ----------- | -------------------------- | ----------------------------------------------------------------- | --------------------------------------- |
| 1979 | San Juan    | Igrzyska panamerykańskie   | bieg na 200 m bieg na 100 m                                       | srebrny medal brązowy medal             |
| 1980 | Filadelfia  | Olympic Boycott Games      | bieg na 200 m                                                     | złoty medal                             |
| 1982 | Brisbane    | Igrzyska Wspólnoty Narodów | bieg na 100 m sztafeta 4 × 400 m sztafeta 4 × 100 m bieg na 200 m | złoty medal srebrny medal brązowy medal |
| 1983 | Edmonton    | Uniwersjada                | sztafeta 4 × 100 m bieg na 100 m                                  | srebrny medal brązowy medal             |
| 1983 | Helsinki    | Mistrzostwa świata         | bieg na 100 m                                                     | 7. miejsce                              |
| 1984 | Los Angeles | Igrzyska olimpijskie       | sztafeta 4 × 100 m bieg na 100 m                                  | srebrny medal 8. miejsce                |
| 1986 | Edynburg    | Igrzyska Wspólnoty Narodów | bieg na 200 m sztafeta 4 × 100 m bieg na 100 m                    | złoty medal srebrny medal brązowy medal |
| 1987 | Rzym        | Mistrzostwa świata         | bieg na 100 m sztafeta 4 × 100 m                                  | 5. miejsce 6. miejsce                   |

## Rekordy życiowe
- bieg na 60 metrów (hala) – 7,15 – Karlsruhe 07/02/1988
- bieg na 100 metrów – 10,97 – Kolonia 16/08/1987
- bieg na 200 metrów – 22,25 – El Paso 20/07/1982
- bieg na 200 metrów (hala) – 23.15 – Toronto 24/02/1980
- bieg na 400 metrów (hala) – 51,99 – Toronto 11/01/1981